# Nordagutu
Nordagutu este o localitate din comuna Sauherad, provincia Telemark, Norvegia, cu o suprafață de 0,36 km² și o populație de 316 locuitori (2013).